# دومينيك زيغلر
دومينيك زيغلر (بالإنجليزية: Dominique Zeigler)‏ هو لاعب كرة قدم أمريكية أمريكي، ولد في 11 أكتوبر 1984 في كالامازو في الولايات المتحدة.

## وصلات خارجية
- دومينيك زيغلر على موقع مرجع كرة القدم المحترفة.كوم (الإنجليزية)